# Iosif Matula

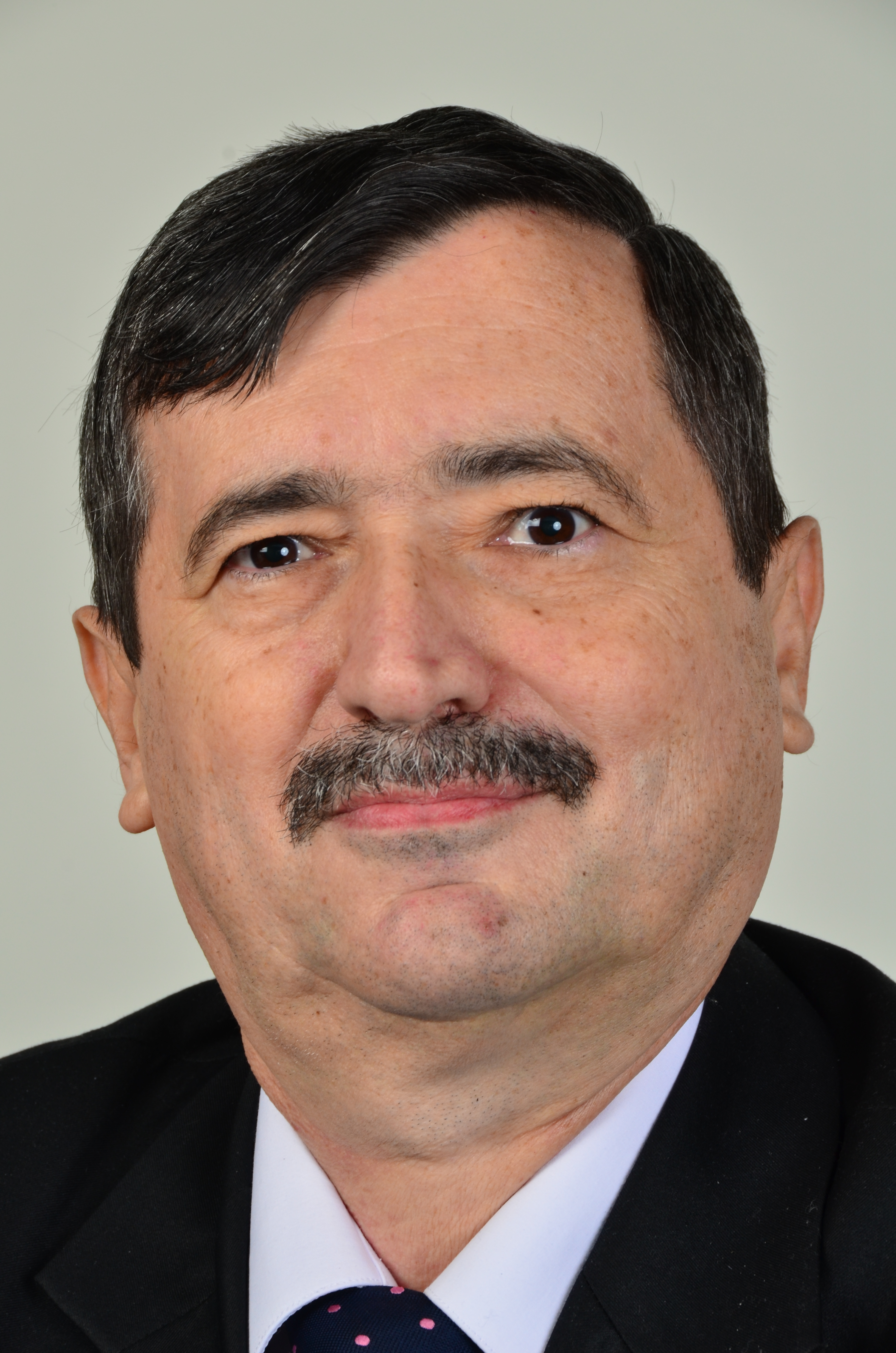
Matula 2014

Iosif Matula (* 23. August 1958 in Tămașda, Kreis Bihor, Rumänien) ist ein rumänischer Politiker der Demokratisch-Liberalen Partei, der von 2009 bis 2014 Abgeordneter im Europäischen Parlament war.

## Leben
Iosif Matula absolvierte von 1973 bis 1977 ein Sekundarstudium an der Theoretischen Hochschule in Chişineu-Criş. Von diesem Jahr bis 1980 war er Arbeiter, Kassierer und Verkäufer an einer Dacia-Tankstelle in Arad. Von 1980 bis 1985 studierte er Chemie an der Fakultät für Chemische Technologie  an der Babeș-Bolyai-Universität Cluj in Cluj-Napoca und erhielt das Diplom eines Chemieingenieurs. Von 1985 bis 1991 arbeitete er als solcher in der Abteilung Salonta eines Holzaufbereitungsunternehmens in Oradea in den Bereichen Labor und Produktion. Von 1991 bis 2008 war er Lehrer an der Chişineu-Criş Theoretical High School. In der Zwischenzeit setzte Matula seine Ausbildung fort, insbesondere studierte er von 1997 bis 2001 Chemie und Physik in Babeş-Bolyai und erwarb eine Lizenz zum Unterrichten dieser Fächer. und erwarb 2007 einen Master-Abschluss in Wirtschaftswissenschaften mit dem Schwerpunkt Management und Finanzen in der öffentlichen Verwaltung an der Aurel Vlaicu Universität von Arad.
Matula trat 1999 der Demokratischen Partei (PD; entwickelte sich 2007 zu PD-L) bei und wurde 2006 Vizepräsident des Kreistagsfraktion von Arad. Von 2000 bis 2004 war er stellvertretender Bürgermeister von Chişineu-Criş. Von 2005 (nach dem Ausscheiden seines Vorgängers Gheorghe Seculici) bis 2008 war er Präsident des Kreistages von Arad, gefolgt von einer Amtszeit als Vizepräsident bei den Kommunalwahlen 2008 bis 2009. Er kandidierte 2007 für das Europäische Parlament, gewann jedoch auf Platz 13 der Parteiliste keinen Sitz. Im Januar 2009, nach dem Rücktritt von fünf rumänischen Abgeordneten, die andere politische Ämter übernahmen, wurde Matula benannt, um einen von ihnen zu ersetzen. In den ersten Monaten dieses Jahres war Elena Băsescu, Tochter von Präsident Traian Băsescu, als Praktikantin in seinem Büro tätig. Bei den Wahlen im Juni, diesmal auf dem sechsten Platz, gewann er eine volle Amtszeit von fünf Jahren im Europäischen Parlament, ebenso wie Elena Băsescu. Im Parlament saß er im Ausschuss für regionale Entwicklung.